# کهلیگ بلاغ
کهلیگ بلاغ یک روستا در ایران است که در دهستان ارشق غربی واقع شده‌است.